# Beloit (Wisconsin)
Pour les articles homonymes, voir Beloit.
Beloit est une ville située dans le comté de Rock, dans le sud-est l’État du Wisconsin, à la frontière avec l'État de l'Illinois, aux États-Unis. Sa population s’élevait à 36 966 habitants lors du recensement de 2010 et est estimée à 36 757 habitants en 2016.

## Histoire
Les premiers habitants furent les Amérindiens Winnebagos. Le premier explorateur européen fut Joseph Thiébault, un trappeur français, qui fit du troc avec les Amérindiens dans les années 1820. L’origine du nom de la ville, fondée en 1836, est incertaine. Il semble qu’il vienne du français Balotte, nom changé en Beloit par analogie avec Detroit. Cette thèse est sujette à caution.

## Anecdote
La firme agroalimentaire Hormel a une usine de chili con carne à Beloit. On y trouve la plus grande boîte de conserve de chili au monde.

## Économie
La société Regal Beloit a son siège à Beloit.